# Anosia misippiformis
Anosia misippiformis är en fjärilsart som beskrevs av Menschen 1781. Anosia misippiformis ingår i släktet Anosia och familjen praktfjärilar. Inga underarter finns listade i Catalogue of Life.